# Steve Courtin
Stephen Edward Courtin, detto Steve (Filadelfia, 21 settembre 1942 – St. Augustine, 6 agosto 2022), è stato un cestista statunitense, professionista nella NBA.

## Carriera
È stato selezionato dai Cincinnati Royals al terzo giro del Draft NBA 1964 (26ª scelta assoluta).